# Štefan Lukačovič
Štefan Lukačovič (* 11. Februar 1913 in Trnava; † 25. Mai 2001 in Bratislava) war ein tschechoslowakischer Architekt.

## Leben
Lukačovič besuchte eine Baugewerbeschule in Bratislava, wo zu dieser Zeit der Architekturprofessor Juraj Chorvát unterrichtete. An der Technischen Universität Brünn studierte er dann im Fachbereich Architektur u. a. bei Vladimír Fischer, Emil Králik und Adolf Liebscher. Nach dem Studium kehrte er nach Bratislava zurück und trat in das Architekturbüro von Emil Belluš ein. Später schloss er sich mit Eugen Kramár zusammen und gründete mit ihm ein Projektbüro, das an zahlreichen Wettbewerben teilnahm. Nach ihren Entwürfen wurden u. a. das Wohnhaus des Komponisten Ján Cikker (heute Jan-Cikker-Museum), 1942 die Volksbank und 1946 die Hauptpost in Bratislava gebaut. 1948 gründete Lukačovič das regionale Architekturatelier KAA 100 (später Stavoprojekt), dessen Direktor er bis 1957 war. 
Seit 1951 unterrichtete er an der Fakultät für Architektur und Bauingenieurswesen der Slowakischen Technischen Universität Bratislava (SVŠT). Ab 1957 leitete er als Dozent den Fachbereich Bauingenieurswesen. Von 1963 bis 1966 war er Prodekan der Universität. Bei der Gründungsversammlung des Verbandes slowakischer Architekten 1954 wurde er zum Vorsitzenden gewählt und hatte die Position bis 1959 inne. Für seine Verdienste um die Entwicklung des slowakischen Bauwesens zeichnete ihn seine Universität mit einer Goldmedaille aus, die slowakische Kammer der Bauingenieure mit einer Gedenkmedaille und der Ehrenmitgliedschaft. 1999 erhielt er für sein Lebenswerk den Emil-Belluš-Preis des Slowakischen Architektenverbandes.